# Шар (Долина Оазе)
Шар (фр. Chars) је насељено место у Француској у региону Париски регион, у департману Долина Оазе.
По подацима из 2011. године у општини је живело 1862 становника, а густина насељености је износила 111,43 становника/km².

## Демографија
| 1962. | 1968. | 1975. | 1982. | 1990. | 2011. |
| ----- | ----- | ----- | ----- | ----- | ----- |
| 1.263 | 1.266 | 1.435 | 1.329 | 1.519 | 1.862 |